# Sergio Rodríguez Febles
Sergio Rodríguez Febles (Los Realejos, 18 ottobre 1993) è un cestista spagnolo.

## Palmarès
- Basketball Champions League: 1

Canarias: 2021-2022
- Coppa Intercontinentale: 1

Canarias: 2023
- Copa Princesa de Asturias: 2

Canarias: 2012
Estudiantes: 2024